# Janne Korpi
Janne-Juhani Korpi (* 5. Februar 1986 in Vihti) ist ein ehemaliger finnischer Snowboarder.

## Werdegang

### Juniorenbereich
Korpi gab sein internationales Debüt im Snowboard-Weltcup am 5. Dezember 2003 in Tandådalen. Dabei musste er sich mit Rang 45 jedoch auf hinteren Rängen einreihen. Vier Wochen später erreichte er in Klagenfurt am Wörthersee erstmals eine Top-20-Platzierung und mit Rang 14 zudem seine ersten Weltcup-Punkte. Am 23. Januar 2004 verpasste er in der Halfpipe beim Wettbewerb in Kreischberg als fünfter nur knapp das Podium, konnte ich aber erstmals in der Weltspitze platzieren. Es dauerte in der Folge bis zum Januar 2005, bis Korpi erneut unter die besten zehn fuhr und ebenfalls in Kreischberg Achter wurde. Im Sungwoo Resort im Februar 2005 konnte er mit dem vierten Rang sein bis dahin bestes Einzelresultat im Weltcup erzielen. Kurz darauf wurde er bei den Finnischen Meisterschaften im Snowboard 2005 in Saariselkä siebenter in der Halfpipe.
Bei der Snowboard-Juniorenweltmeisterschaft 2005 in Zermatt wurde er Junioren-Weltmeister in der Halfpipe und verpasste im Big Air als Vierter die Medaillen nur knapp. Zum Auftakt der Weltcup-Saison 2005/06 stand Korpi in Rotterdam als Dritter erstmals bei einem Weltcup auf dem Podium. Auch in Whistler war er als Vierter und Fünfter vorn mit dabei. Ende Dezember 2005 startete Korpi erstmals im Rahmen der TTR World Snowboard Tour und wurde beim O’Neill SB-Jam am Ende 31.

### Weltcup-Durchbruch
Am 9. Januar 2006 gewann Korpi in der Halfpipe beim Wettbewerb in Kreischberg seinen ersten Weltcup. Kurz darauf startete er bei den Olympischen Winterspielen 2006 in Turin und wurde in der Halfpipe nach einem 42. Platz im ersten Qualifikationsdurchlauf und Rang 14 im zweiten am Ende 20. in der Halfpipe. Nur zehn Tage später erreichte er beim Xbox Big Day Out den fünften Rang. Bei seinem letzten Weltcup der Saison erreichte er in Sankt Petersburg noch einmal den 10. Rang.
In die Saison 2006/07 startete er mit einem 26. Platz beim Big Air in Stockholm. Nach einem 12. Platz in der Halfpipe von Saas-Fee erreichte Korpi im Januar beim O’Neill Evolution den 10. Platz in der Quarterpipe und den 13. Platz in der Halfpipe. Daraufhin gehörte er bei der Snowboard-Weltmeisterschaft 2007 in Arosa nicht unbedingt zum Kreis der Favoriten, überrasche die Konkurrenz aber im Big Air, wo er hinter Mathieu Crepel und seinem Landsmann Antti Autti die Bronzemedaille gewann. In der Halfpipe verpasste er als Vierter die Medaillenränge. Zwei Wochen nach der Weltmeisterschaft stand er auf der olympischen Halfpipe in Bardonecchia als Zweiter erneut auf dem Podium und gewann den Big-Air-Weltcup von Turin. Mit diesem Ergebnis beendete er die Saison als 21. der Weltcup-Gesamtwertung. In der Big-Air-Wertung lag er auf einem guten achten Platz.
In die Weltcup-Saison 2007/08 startete Korpi mit dem sechsten Rang in der Halfpipe im neuseeländischen Cardrona. Auch bei Big Air in Rotterdam wiederholte er diese Platzierung, bevor er in Saas-Fee erstmals wieder auf dem Podium stand und Zweiter in der Halfpipe wurde. Zwei Wochen später gewann er das Big-Air-Rennen in Stockholm und bewies auch in der Folge, dass er zu Recht zur Weltspitze zählt. So errang er beim O’Neill Evolution am Neujahrstag 2008 mit dem dritten Platz erneut ein Podium in der TTR-Tour. Nachdem er beim Fiat Freestyle Team - Rock the Spot in der Halfpipe Fünfter wurde, wiederholte er diese Platzierung auch beim Weltcup in Bardonecchia. Nach weiteren jedoch eher durchwachsenen Ergebnissen beendete er die Weltcup-Saison als siebenter in der Weltcup- sowie Halfpipe-Gesamtwertung sowie als zweiter der Big-Air-Gesamtwertung. In der TTR-Tour lag er am Ende der Saison auf dem achten Rang. Nur sechs Tage später fand er in Saas-Fee jedoch zurück in die Weltspitze und gewann den Halfpipe-Wettbewerb sowie kurz später den Big-Air-Weltcup in Stockholm. Es war jedoch sein letzter Weltcup der Saison und Korpi fuhr den Rest der Saison ausschließlich in der TTR-Tour. Bei der Winter Dew Tour im Dezember wurde er am Ende Dritter, bevor er am 5. Januar 2009 den Slopestyle-Wettbewerb beim O’Neill Evolution gewinnen konnte. Zuvor war er dort in der Quarterpipe Achter geworden. Im Mai beendete er die Saison als 11. der TTR-Tour-Gesamtwertung.
Im August 2009 startete Korpi wieder bei der FIS im Weltcup und erreichte nach einem 11. Platz in Cardrona in London wieder eine Platzierung unter den besten zehn. Nachdem es ihm jedoch weiter schwer fiel nach der Pause in die Weltspitze zurückzufinden, dauerte es bis Mitte Januar 2010, als er in Stoneham und Québec wieder beide Weltcups gewinnen konnte. Auch in der TTR-Tour fiel es ihm parallel dazu schwer, konstante Ergebnisse zu erzielen.
Bei den Olympischen Winterspielen 2010 in Vancouver verpasste er als 24. in der Halfpipe erneut den Anschluss zur Weltspitze. Nachdem er in den folgenden TTR-Wettbewerben eine steigende Leistungskurve gezeigt hatte, gewann er schließlich im März seinen ersten Titel bei den Finnischen Meisterschaften im Snowboard. Die TTR-Saison beendete er als fünfter mit seinem bis dahin besten Saison-Ergebnis.

### Absolute Weltspitze
Nachdem er in der Saison 2010/11 fast ausschließlich in der TTR-Tour an den Start gegangen war, gewann Korpi bereits im dritten Wettbewerb der Saison 2011/12 im August 2011 wieder einen Halfpipe-Weltcup in Cardrona. Auch im Oktober 2011 in London war er im Big Air erfolgreich. Nachdem er auch in den weiteren Saison-Weltcups bis auf zwei Ausnahmen ausschließlich Platzierungen unter den besten zehn einfuhr, gewann er am Ende der Saison erstmals die Snowboard-Weltcup-Gesamtwertung sowie zudem die Gesamtwertungen im Big Air und in der Halfpipe.
Nachdem er im Juli sechster beim Burton New Zealand Open und zweiter beim Boost Mobile Sno Sho wurde, erreichte er am 25. Oktober 2008 beim Weltcup-Auftakt im Big Air in London nur einen enttäuschenden 29. Platz. Als Titelverteidiger und nunmehr absolute Weltspitze startete er auch in die Saison 2012/13 erfolgreich, jedoch ohne Sieg. Bei der Snowboard-Weltmeisterschaft 2013 in Stoneham gewann er Bronze im Slopestyle und wurde in der Halfpipe nach einem dritten Platz in der Qualifikation am Ende 11. Im Big Air startete er nicht.
Nachdem er im März beim Nescafé Champs Leysin erfolgreich war, gewann er auch den Weltcup in der spanischen Sierra Nevada. Am Ende der Saison verteidigte er zwar seinen Gesamt-Weltcup-Erfolg, musste sich aber in den Disziplinwertung als Fünfter und Sechster deutlich geschlagen geben.

## Privates
Neben dem Snowboardsport ist Korpi auch im Trabrennsport aktiv. Zurück geht dies auf die Erfolge seines Vaters Pekka Korpi.